# Revúca (huyện)
Revúca (okres Revúca) là một huyện thuộc vùng hành chính Banská Bystrica thuộc miền trung Slovakia. Được thành lập vào năm 1996, huyện có 42 đô thị, trong đó có 3 thị trấn.
Huyện là nơi có vườn quốc gia Cao nguyên Muránska, và 60% diện tích của huyện là rừng. Ngành công nghiệp chỉ tập trung tại Revúca-Lubeník- Jelšava, còn lại là thương mại và nông nghiệp đóng vai trò chính. Trung tâm hành chính của huyện nằm tại thị trấn Revúca

## Dân số
| Năm            | 1994   | 2004   | 2014   | 2024   |
| -------------- | ------ | ------ | ------ | ------ |
| Số lượng người | 40.982 | 40.699 | 40.205 | 37.676 |
| Sự khác biệt   |        | −0,69% | −1,21% | −6,29% |

| Năm            | 2023   | 2024   |
| -------------- | ------ | ------ |
| Số lượng người | 37.816 | 37.676 |
| Sự khác biệt   |        | −0,37% |

## Đô thị
- Držkovce
- Gemer
- Gemerská Ves
- Gemerské Teplice
- Gemerský Sad
- Hrlica
- Hucín
- Chvalová
- Chyžné
- Jelšava
- Kameňany
- Leváre
- Levkuška
- Licince
- Lubeník
- Magnezitovce
- Mokrá Lúka
- Muráň
- Muránska Dlhá Lúka
- Muránska Huta
- Muránska Lehota
- Muránska Zdychava
- Nandraž
- Otročok
- Ploské
- Polina
- Prihradzany
- Rákoš
- Rašice
- Ratková
- Ratkovské Bystré
- Revúca
- Revúcka Lehota
- Rybník
- Sása
- Sirk
- Skerešovo
- Šivetice
- Tornaľa
- Turčok
- Višňové
- Žiar